# Amy Nuttall
Amy Nuttall (Bolton, 7 giugno 1982) è un'attrice e soprano britannica, attiva in campo televisivo e teatrale.
Ha recitato in diversi musical, tra cui Tha Phantom of the Opera, My Fair Lady, Guys and Dolls, Spamalot e Cabaret. In ambito televisivo e nota soprattutto per aver interpretato Ethel Parks in Downton Abbey e Chloe in Valle di luna.

## Filmografia

### Cinema
- The Keeping Room, regia di Daniel Barber (2014)
- La spia russa (Despite the Falling Snow), regia di Shamim Sarif (2016)
- La doppia vita di mio marito (Who Is My Husband), regia di Jonathan English (2018)
- Beetlejuice Beetlejuice, regia di Tim Burton (2024)

### Televisione
- Valle di luna (Emmerdale Farm) – serie TV, 151 episodi (2001-2005)
- Hotel Babylon, regia di Charles Officer – film TV (2005)
- Hotel Babylon – serie TV, episodi 4x07-4x08 (2009)
- Downton Abbey – serie TV, 16 episodi (2011-2012)
- Moving On – serie TV, episodi 5x04-8x03 (2013-2016)
- The Musketeers – serie TV, episodio 1x06 (2014)
- New Tricks - Nuove tracce per vecchie volpi (New Tricks) – serie TV, 4 episodi (2014-2015)
- Delitti in Paradiso (Death in Paradise) – serie TV, episodio 4x04 (2015)
- Liar - L'amore bugiardo (Liar) – serie TV, 6 episodi (2020)
- All Creatures Great and Small – serie TV, episodi 2x03-2x06 (2021)
- Agatha Christie - Perché non l'hanno chiesto a Evans? (Why Didn't They Ask Evans?) – miniserie TV, 3 puntate (2022)

## Doppiatrici italiane
Nelle versioni in italiano delle opere in cui ha recitato, Amy Nuttall è stata doppiata da:
- Angela Brusa in Downton Abbey
- Francesca Fiorentini in Agatha Christie - Perché non l'hanno chiesto a Evans?